# Edom
Edom o Idumea era una región del Levante mediterráneo, ubicada al sur de Judea y del mar Muerto, habitada tradicionalmente por el pueblo semita de los edomitas o idumeos.
- en hebreo: אֱדוֹם‎;
- en hebreo tiberiano: ʼĔḏôm, que significa ‘rojo’;
- en siriaco: ܐܕܘܡ (ʼEdōm);
- en acadio (asirio): Udumi;
- en griego: Ἰδουμαία (Idoumaía);
- en latín: Idūmaea.

Edom aparece mencionado en una lista del faraón egipcio Seti I (~1215 a. C.), así como en la crónica de una campaña del faraón Ramsés III (1186-1155 a. C.).
La mayor parte de la información que se tiene sobre este pueblo proviene de la Biblia.
Se originó durante el Bronce Reciente gracias al cataclismo de los pueblos del mar.
Cuenta Estrabón (63 a. C. - 23 d. C.) que los idumeos eran nabateos segregados por disensiones. Esta información también se puede deducir de la Historia natural de Plinio el Viejo.

## Etimología bíblica
El término hebreo אֱדוֹם (ʼĔḏôm) significa ‘rojo’ y según el Tanaj se aplica al color rojo del cabello de Esaú, hermano gemelo de Jacob. Cabe destacar que Esaú nació primero y seguidamente nació Jacob agarrado, por ello disputaron la primogenitura. El relato bíblico menciona que "Edom" era un apodo de Esaú (nombre que significa ‘peludo’), y que este aceptó de su hermano menor Jacob un guiso rojo a cambio de sus derechos de primogenitura. A raíz de este pacto, Esaú se habría trasladado a la región que pasaría a llamarse Edom, concretamente al monte Seir (que también significa ‘peludo’), para convertirse en el patriarca de todo el pueblo edomita.

## Geografía
Habitualmente se localiza la tierra de Edom en las montañas al este del uadi Arabá, en la frontera meridional de Jordania e Israel, extendiéndose hasta el norte de la península arábiga. Se trata de una región montañosa y abrupta al sureste del mar Muerto.
Su primera capital fue Bosrá, aunque luego Petra (sela en hebreo) se convertiría en la principal plaza fuerte. Otras ciudades importantes fueron Asiongaber y Eilat.

## Historia de Edom

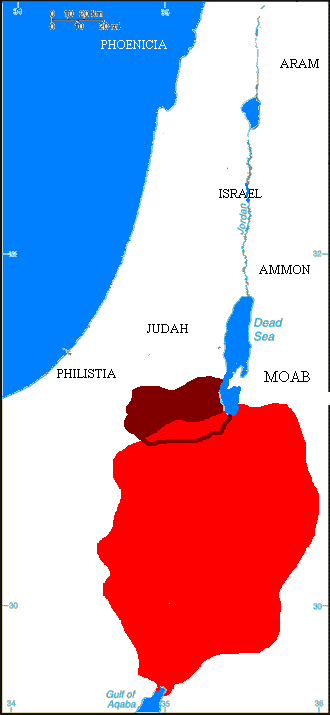
Mapa del reino de Edom en su período de máxima extensión, alrededor del 600 a. C. El área en rojo oscuro muestra la frontera aproximada de la Idumea de época clásica.

Los edomitas ya constituían algún tipo de pueblo organizado durante los siglos XIII y XII a. C., época de la que se han hallado rastros de la explotación de cobre y hierro que sugieren la emergencia del reino edomita en ese tiempo. También se han encontrado asentamientos fortificados, que se comunicaban entre sí utilizando señales de fuego.
Más adelante Edom es referido en las inscripciones cuneiformes asirias como 𒌑𒁺𒈪 Udumi y 𒌑𒁺𒈬 Udumu; tres de sus reyes son conocidos por la misma fuente: Ḳos-malaka en la época de Tiglatpileser III (c. 745 a. C.), Malik-rammu en la época de Senaquerib (c. 705 a. C.) y Ḳos-gabri en la época de Asarhaddón (c. 680 a. C.).  La presencia asiria resultó beneficiosa para Edom tanto económica como políticamente, según sugieren las excavaciones. Al parecer, es durante esta época cuando los edomitas se organizan como estado centralizado por primera vez. Los siglos VIII a VI a. C. son una época de apogeo y poder, momento en que el reino alcanza su mayor extensión. También según las inscripciones egipcias, los "Aduma" en ocasiones extendieron sus posesiones hasta las fronteras de Egipto.
Tras la conquista babilónica de Judea, los edomitas se asentaron cada vez más al norte, desplazados por los nabateos al sur, que tomaron el control de buena parte del antiguo reino de Edom y establecieron su capital en Petra. Prosperaron en el sur de Canaán hasta que fueron derrotados por Judas Macabeo (163 a. C.) y Juan Hircano (ca. 125 a. C.). Este último los obligó a adoptar las costumbres y religión de los judíos. Tras las conquistas de Pompeyo se incorporaron a la provincia de Judea, que pasó a estar gobernada por la dinastía idumea de los herodianos. Según Flavio Josefo, unos 20 000 idumeos tomaron partido junto a los zelotes en la defensa de Jerusalén durante el asedio romano del año 70 d. C. Esta es una de las últimas menciones históricas a los idumeos como pueblo.
Esta asimilación por los judíos fue la culpable de su desaparición, y la caída de Jerusalén, que implicó la victoria de  los romanos en el año 70, sirve de hito para la desaparición de los idumeos como pueblo.

## Edom en la Biblia
Según la Biblia, los horeos vivieron en la tierra de Seir hasta que los hijos de Esaú (Edom) se apoderaron del territorio. Cuando los israelitas terminaron de vagar por el desierto, Moisés solicitó pasar por el camino real a través de Edom, pero el rey de Edom reunió una fuerza grande para impedirlo. Cientos de años después, Saúl combatió contra los edomitas con éxito. Luego, el rey David derrotó a dieciocho mil edomitas en el Valle de la Sal y después puso guarniciones en todo Edom para someterlos bajo su control. Edom se sublevó durante el reinado de Joram, hijo de Josafat y logró independizarse. Sin embargo, más adelante, el rey Amasías tomó Selá de los edomitas y su hijo Ozías recuperó Eilat para Judá. Posteriormente Rasin, rey de Aram, se dirigió a Jerusalén para atacarla y «el rey de Edom recuperó para Edom la ciudad de Eilat». Durante el reinado de Ajaz, los edomitas realizaron invasiones en contra de Judá.
El libro de Jeremías predijo que Edom «quedará como Sodoma y Gomorra y las ciudades vecinas, cuando fueron destruidas» y que «nadie volverá a vivir allí, ni siquiera de paso». El antiguo territorio que corresponde a Edom está poblado en la actualidad y existe debate entre algunas facciones cristianas sobre si la profecía de Jeremías se cumplirá literalmente en el futuro o si es simplemente alegórica.

## Cultura

### Idioma
El idioma edomita estaba estrechamente relacionado con el hebreo bíblico, hasta el punto de considerarse una variedad dialectal, y se conoce solo por un pequeño corpus, mayormente formado por breves inscripciones y óstraca. Se escribía mediante una variante del alfabeto fenicio hasta el siglo VI a. C., cuando pasó a escribirse con el alfabeto arameo.

### Religión
La naturaleza de la religión edomita es en gran parte desconocida antes de su conversión al judaísmo por los asmoneos. La evidencia epigráfica sugiere que el dios nacional de Edom era Qos (קוס), ya que Qos se invoca en la fórmula de bendición en letras y aparecen en nombres personales encontrados en la antigua Edom. Como parientes cercanos de otros semitas levantinos y árabes, parecen haber adorado también a dioses como El, Baal, Uzza e incluso a Yahweh.
El historiador Flavio Josefo escribió que Costobaro, nombrado por Herodes gobernador de Idumea y Gaza, descendía de los sacerdotes de "el Koze, a quien los idumeos habían servido anteriormente como dios".
La derrota infringida por los asmoneos los obligó a adoptar el judaísmo en sus periodo final. De este modo, los idumeos fueron los únicos en la historia del judaísmo, que serían obligados a convertirse. Como consecuencia, más tarde de Herodes el Idumeo aparecería.

### Literatura
Se ha especulado que el Libro de Job, el primero de los libros sapienciales de la Biblia, se escribiera o al menos se originara en la cultura edomita.
El erudito Victor Sasson describe un texto arqueológico, que parece ser edomita, como reflejando la lengua, literatura y religión de Edom.